# Goephanes mediovittipennis
Goephanes mediovittipennis är en skalbaggsart som beskrevs av Stefan von Breuning 1961. Goephanes mediovittipennis ingår i släktet Goephanes och familjen långhorningar.
Artens utbredningsområde är Madagaskar. Inga underarter finns listade i Catalogue of Life.